# Tcherepovets
Tcherepovets (en russe : Череповец ; ISO 9 : Čerepovec) est une ville de l'oblast de Vologda, en Russie. Avec une population de 312 091 habitants en 2021, elle est la principale ville de l'oblast après Vologda.

## Géographie
Tcherepovets est arrosée par la Cheksna, un affluent de la Volga, et se trouve sur les rives du réservoir de Rybinsk, à 115 km à l'ouest de Vologda et à 375 km au nord de Moscou. Elle se trouve non loin du débouché du canal Onega-Volga.

### Climat
| Mois                                        | jan.       | fév.       | mars       | avril    | mai       | juin      | jui.      | août      | sep.      | oct.       | nov.       | déc.     | année      |
| ------------------------------------------- | ---------- | ---------- | ---------- | -------- | --------- | --------- | --------- | --------- | --------- | ---------- | ---------- | -------- | ---------- |
| Température minimale moyenne (°C)           | −12,6      | −12,5      | −8,1       | −1,6     | 4,5       | 8,9       | 11,7      | 9,6       | 5,7       | 1          | −4,8       | −9,5     | −0,6       |
| Température moyenne (°C)                    | −9,2       | −8,7       | −3,7       | 3,6      | 10,8      | 15,1      | 17,6      | 15,1      | 10        | 3,8        | −2,5       | −6,6     | 3,8        |
| Température maximale moyenne (°C)           | −6         | −4,8       | 1,2        | 9,5      | 17,4      | 21,3      | 23,7      | 21,2      | 15,2      | 7,1        | −0,3       | −4       | 8,5        |
| Record de froid (°C) date du record         | −45,4 1987 | −40,3 1985 | −32,8 2013 | −23 1998 | −6,1 1999 | −2,8 1985 | 0,7 1986  | −1,5 1984 | −9,5 1996 | −21,6 1992 | −31,3 2010 | −42 1978 | −45,4 1987 |
| Record de chaleur (°C) date du record       | 5,4 2007   | 6,7 1989   | 16 2007    | 26 2000  | 32,2 2007 | 35 2021   | 35,7 2010 | 36,2 2010 | 27,8 1963 | 22,5 1999  | 12,8 2013  | 8,5 2006 | 36,2 2010  |
| Précipitations (mm)                         | 44         | 35         | 35         | 29       | 49        | 68        | 75        | 73        | 54        | 58         | 51         | 48       | 619        |
| dont neige (cm)                             | 36         | 47         | 44         | 10       | 0         | 0         | 0         | 0         | 0         | 1          | 7          | 21       | 166        |
| Record de pluie en 24 h (mm) date du record | 17 1969    | 20 2004    | 21 2001    | 21 1986  | 32 2015   | 64 1965   | 59 1961   | 47 2016   | 42 1988   | 30 2006    | 38 2019    | 29 1981  | 64 1965    |
| Nombre de jours avec précipitations         | 5          | 4          | 6          | 12       | 16        | 18        | 17        | 18        | 19        | 18         | 11         | 6        | 150        |
| Humidité relative (%)                       | 86         | 83         | 79         | 72       | 68        | 75        | 78        | 82        | 85        | 87         | 88         | 88       | 81         |
| Nombre de jours avec neige                  | 27         | 24         | 18         | 8        | 2         | 0,2       | 0         | 0         | 1         | 8          | 21         | 27       | 136        |
| Nombre de jours d'orage                     | 0          | 0          | 0,03       | 1        | 4         | 6         | 8         | 5         | 1         | 0,2        | 0,03       | 0        | 25         |
| Nombre de jours avec brouillard             | 1          | 2          | 2          | 2        | 2         | 6         | 8         | 9         | 7         | 4          | 2          | 1        | 46         |

| Diagramme climatique                                  |             |           |           |           |           |            |           |           |        |            |          |
| J                                                     | F           | M         | A         | M         | J         | J          | A         | S         | O      | N          | D        |
| −6−12,644                                             | −4,8−12,535 | 1,2−8,135 | 9,5−1,629 | 17,44,549 | 21,38,968 | 23,711,775 | 21,29,673 | 15,25,754 | 7,1158 | −0,3−4,851 | −4−9,548 |
| Moyennes : • Temp. maxi et mini °C • Précipitation mm |             |           |           |           |           |            |           |           |        |            |          |

## Histoire
Vers 1360, un monastère fut établi dans les collines près de la Cheksna, le monastère de la Résurrection, fondé par deux disciples de saint Serge de Radonège, Athanase et Théodose. Par la suite, la localité de Tcherepovets naquit à proximité. Elle acquit le statut de ville en 1777. Selon des linguistes russes, le nom de la ville signifierait en vepse (la langue des habitants de cette région originellement finno-ougrienne) « la colline de poissons des Vepses ». Pendant la Seconde Guerre mondiale, des camps de prisonniers de guerre allemands se trouvaient à proximité de Tcherepovets.

## Population
Recensements (*) ou estimations de la population
| 1856  | 1897* | 1913  | 1926*  | 1931   |
| ----- | ----- | ----- | ------ | ------ |
| 2 700 | 6 948 | 8 200 | 21 189 | 19 400 |

| 1939*  | 1959*  | 1970*   | 1979*   | 1989*   |
| ------ | ------ | ------- | ------- | ------- |
| 32 353 | 92 356 | 188 348 | 265 933 | 310 463 |

| 2002*   | 2010*   | 2012    | 2013    | 2016    |
| ------- | ------- | ------- | ------- | ------- |
| 311 869 | 312 310 | 314 646 | 315 738 | 318 536 |

| 2021    | - | - | - | - |
| ------- | - | - | - | - |
| 312 091 | - | - | - | - |

## Culture

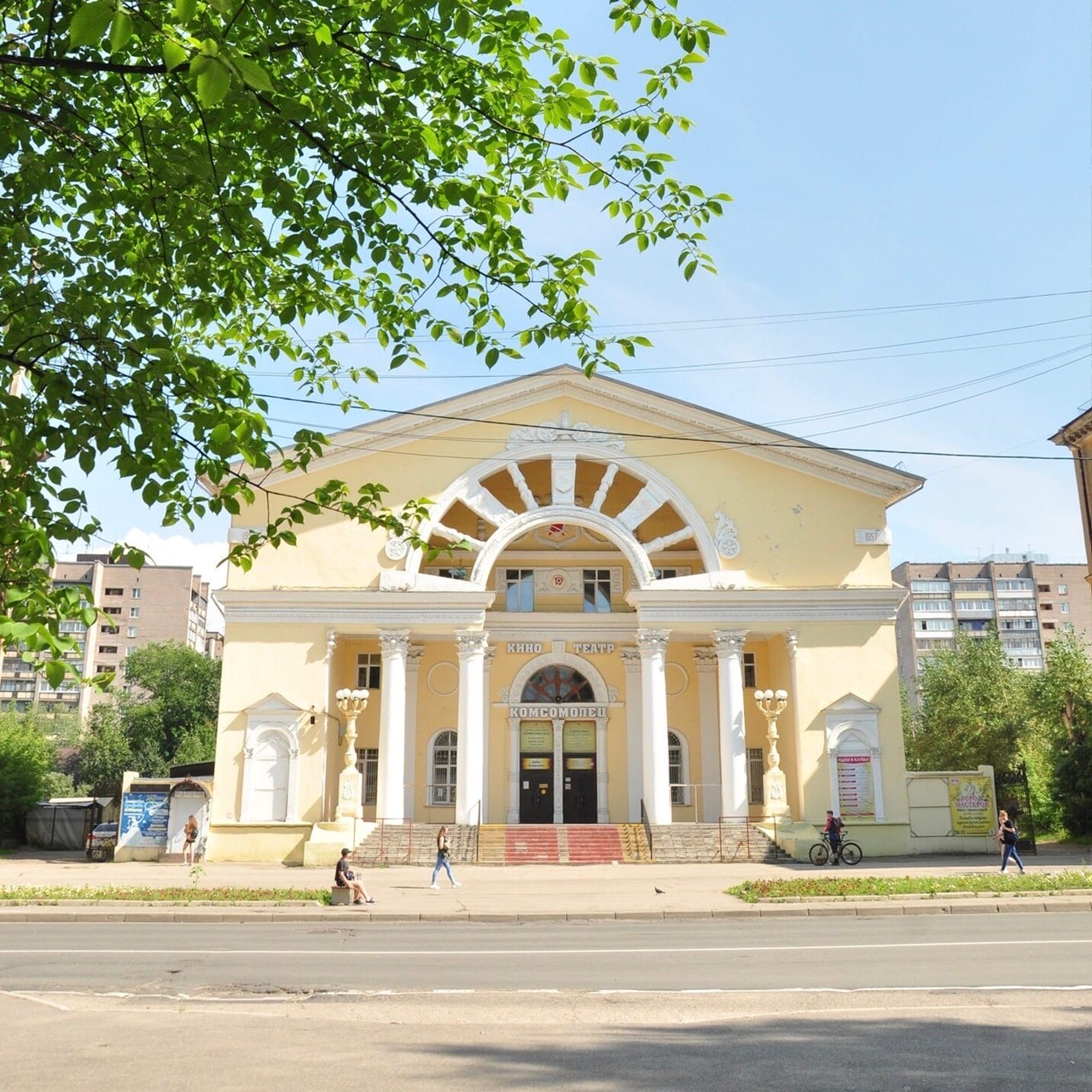
Maison de la musique et du cinéma «Komsomolets».

La ville dispose de plusieurs théâtres et de maisons de la culture: la maison de la musique et du cinéma « Komsomolets », le théâtre pour l'enfance et la jeunesse, le théâtre national russe de Tcherepoviets, le théâtre de chambre, le théâtre « Improvisations »; ainsi que le palais de la culture « Stroïtel » (Constructeur), le palais des Métallurgistes,  le palais des Chimistes, le palais de la culture « Severny » (Nordique), l'orchestre philharmonique de Tcherepovets, etc.
Elle possède aussi des musées comme le musée des arts de Tcherepovets, le musée de l'Enfance,  le musée de la Nature, 
la maison-musée Verechtchaguine (maison natale du peintre Verechtchaguine), la maison-musée Milioutine, le musée de l'Archéologie, le musée d'histoire régionale, le musée d'histoire et d'ethnographie (situé dans le manoir des Galski), le musée littéraire Severianine, ainsi que plusieurs galeries d'art.

## Espaces verts
Les habitants peuvent profiter de plusieurs espaces verts publics municipaux dont le parc du Komsomol, le parc de la Culture et du Repos, le parc du Bicentenaire de Tcherepovets, le parc de la Victoire, le parc Serpentine.

## Économie
Tcherepovets est un important centre industriel de la Russie du nord-ouest, avec l'une des plus grandes usines sidérurgiques de Russie, Severstal.
La ville est également desservie par un aéroport, l'aéroport de Tcherepovets (en).

## Sport
- FK Cheksna Tcherepovets, club de football ayant évolué professionnellement de 2000 à 2015.
- Severstal Tcherepovets, club de hockey sur glace évoluant en Ligue continentale de hockey.